# Super Mario 3D World
Super Mario 3D World (スーパーマリオ3Dワールド, Sūpā Mario Surī Dī Wārudo) é um jogo do gênero plataforma da série Super Mario desenvolvido pela Nintendo Entertainment Analysis & Development para Wii U. O jogo é uma sequência de Super Mario 3D Land e foi lançado em 22 de novembro de 2013, já no Brasil, em 26 de novembro de 2013. O jogo utiliza vários comandos do Gamepad do Wii U, como sua tela e seu microfone. Uma das maiores novidades do jogo é o novo power-up, o Superguizo, que transforma os personagens em gatos, ele dá a habilidade de escalar paredes e atacar os inimigos com um ataque que simula um gato arranhando alguma coisa.
Um porte, intitulado Super Mario 3D World + Bowser's Fury, foi lançado em 12 de fevereiro de 2021 para Nintendo Switch.

## Jogabilidade
Os níveis do jogo seguem um estilo de jogo semelhante ao de Super Mario 3D Land, que combina a jogabilidade de circulação gratuita dos jogos 3D Super Mario com a mecânica dos jogos de plataformas de rolagem lateral 2D na série, incluindo um mastro e um temporizador nos níveis. Até quatro jogadores podem controlar personagens jogáveis, incluindo Mario, Luigi, Princesa Peach e Toad. Além disso, Rosalina aparece como uma quinta personagem jogável oculta e desbloqueável. Semelhante às suas aparições em Super Mario Bros. 2, cada um dos personagens possui habilidades únicas e controla de maneira diferente: Mario tem velocidade de corrida e altura de salto balanceadas; Luigi salta mais alto e cai mais devagar, mas tem menor tração; Peach pode pular e logo flutuar no ar, mas corre devagar; Toad corre mais rápido, mas não pode pular tão alto e cai mais rápido; e Rosalina pode usar o movimento de ataque de rotação como visto nos jogos Super Mario Galaxy, mas tem a menor velocidade de corrida. O jogador pode selecionar qualquer um dos cinco personagens a serem usados antes de iniciar um nível, e até quatro jogadores podem explorar o mesmo nível simultaneamente com cada personagem, compartilhando de um conjunto de vidas. Os jogadores também podem pegar, carregar e jogar uns aos outros para ajudar ou impedir seus progressos.

## História
Mario, Luigi, Princesa Peach e Toad estão caminhando no Reino dos Cogumelos, quando veem um cano transparente, Mario e Luigi consertam-o, e dele saem vários objetos. No final, uma Anafada (uma criatura parecida com uma fada) sai do cano desesperada. Ela conta aos heróis que é a princesa de um dos 7 reinos do Reino das Anafadas, o mundo onde as Anafadas vivem. Ela também conta que Bowser invadiu o reino e capturou as outras seis princesas. Bowser então sai do cano e captura a Princesa Anafada, aprisionando-a num pote. Ele então entra no cano de novo e some. Peach vai dar uma olhada nele e acaba caindo no cano, sendo seguida por Mario, Luigi e Toad. Eles então vão parar no primeiro reino, onde a Princesa Anafada verde, com quem eles estavam falando, está presa. Então, a jornada começa.
Após resgatar as 6 primeiras Princesas Anafadas, os heróis percebem que há ainda uma faltando: a Princesa Anafada vermelha. Eles então adentram no World Castle, aparentemente derrotam Bowser e resgatam a sétima princesa. Bowser então reaparece e recaptura as sete Princesas de novo, e, usando o poder delas, cria o último mundo verdadeiro: o World Bowser, um grande parque de diversões com a temática de Bowser. Os heróis então chegam na última fase, onde é travada a luta final com Bowser, que usa o Superguizo para se transformar em Meowser, o real último chefe. Após chegar no metade da torre onde eles estão, Meowser é aparentemente derrotado após os heróis ativarem um Bloco POW que o nocauteia. Porém Meowser surge de novo, e, dessa vez, usa a Duplicereja para clonar-se. No topo da torre, os heróis ativam o grande Bloco POW, que nocauteia todos os clones e derrota Meowser, que estava em cima do mesmo. Meowser é explodido e lançado para muito longe, e as Princesas Anafadas são finamente libertadas. Nos créditos é possível ver que Bowser está trancado num pote, igual ao que ele tinha prendido as Anafadas. As mesmas, então, constroem um foguete para os heróis, que leva a quatro mundos extras no espaço.

## Recepção

### Críticas
Super Mario 3D World foi aclamado pela crítica. O jogo tem pontuações de 92,77% e 93/100 em sites de revisão agregada GameRankings e Metacritic, respectivamente. Ele também ganhou muitos prêmios de meios de comunicação, incluindo Game of The Year (GOTY) da Eurogamer, Digital Spy e MSN UK.
Famitsu deu ao jogo uma pontuação de 38/40. Jose Otero da IGN deu ao 3D World um 9.6/10, elogiando a "energia juvenil" do design visual, os "riscos interessantes" assumidos com os designs dos níveis, o "desafio enlouquecedor" oferecido por mundos posteriores, e o "modo cooperativo genuinamente engraçado e memorável". Ele disse, "Eu me deliciei com o brilho absoluto de quanta energia e milhagem de jogabilidade a Nintendo acumulou em todos os mundos." A única reclamação de Otero foi que "a câmera se torna um pequeno obstáculo no modo multijogador para quatro jogadores". GameTrailers deu ao jogo uma pontuação de 9.5, elogiando sua jogabilidade e apresentação, enquanto criticava problemas de câmera e algumas opções de controle estranhas. GamesRadar deu ao jogo uma pontuação de 4.5/5, elogiando o modo multijogador aprimorado e alguns momentos tão brilhantes que podem fazer alguns outros níveis parecerem enfadonhos em comparação. Luke Plunkett de Kotaku chamou o jogo de "um ótimo jogo Mario. Só não é um jogo Wii U muito bom", elogiando o jogo em si, mas lamentando que ele não faça muito para mostrar as capacidades do Wii U. Patrick Keplek em Giant Bomb, dizendo que "3D World continua a fazer o caso que é possível reinventar um clássico uma e outra vez".

### Vendas
Em 31 de março de 2014, o jogo vendeu 2,17 milhões de cópias, representando o terceiro jogo mais vendido do Wii U. Em 31 de março de 2015, as vendas totalizaram 4,10 milhões de cópias.